# Bahia Transportes Urbanos
Bahia Transportes Urbanos (conhecida pela sigla BTU) foi uma empresa brasileira de transporte coletivo urbano de Salvador, Bahia.

## História
A história da BTU inicia com a formação da Viação Beira Mar S/A, mais conhecida como Vibemsa, no ano de 1967, empresa que chegou a ser a maior empresa de ônibus do país com razão social única. Tinha uma frota de 550 veículos. Em 1991, o então prefeito Fernando José estabeleceu o limite máximo de 250 ônibus por empresa, desta forma a Vibemsa foi dividida entre os sócios em outras quatro empresas independentes: Viação Rio Vermelho, Transportes Verdemar, Transportes Ondina e a própria BTU.
Em 2011, a BTU consegue a concessão de transporte público na cidade de Alagoinhas, e abre uma filial denominada Alagoinhas Transportes Públicos (ATP).
Em 2015, a empresa passa a fazer parte da concessionária CSN Transportes (Concessionária Salvador Norte) e se junta às empresas Ondina Transportes, Verdemar e Viação Rio Vermelho, tendo sua frota completamente caracterizada com a pintura do sistema Integra.
Em 27 de março de 2021, após a constatação de problemas financeiros e irregularidades nos serviços prestados pela CSN Transportes, o prefeito Bruno Reis anunciou encerramento do contrato das empresas que compunham a concessionária, cuja operação foi assumida pela Prefeitura Municipal de Salvador. Isto caracterizou o encerramento das atividades dessas empresas, incluindo a BTU.

## Fonte
- SANTOS, Jaciara. De cá pra lá em Salvador. Salvador: SETEPS, 2011.